# Пантелеев, Павел Андреевич
Павел Андреевич Пантелеев (род. 2 июля 1993) — российский самбист, серебряный (2017, 2021, 2023, 2025) и бронзовый (2014) призёр чемпионатов России по боевому самбо, 4-кратный чемпион Европы, победитель Всемирных игр боевых искусств, обладатель Кубка России и мира, Мастер спорта России международного класса.

## Биография
Родился 2 июля 1993 года. Тренируется в Сибирской Академии самбо.
С 2014 по 2016 год провёл три боя в смешанных единоборствах, которые выиграл (один — нокаутом, один — болевым приёмом и один — решением судей).
В 2015 году получил звание «Мастер спорта России международного класса».

## Спортивные результаты

### Боевое самбо
- Международные
  - Суперкубок мира по самбо «Мемориал А. А. Харлампиева» 2014 — [2]
  - Чемпионат Европы по самбо 2017 — 
  - Чемпионат Европы по самбо 2021 — 
  - Чемпионат Европы по самбо 2023 — 
  - Всемирные игры боевых искусств 2023 — 
  - Чемпионат Европы по самбо 2025 — 

Национальные
  - Чемпионат России по боевому самбо 2014 — 
  - Кубок России по самбо 2016 — [3]
  - Чемпионат России по боевому самбо 2017 — 
  - Чемпионат России по самбо 2021 — 
  - Чемпионат России по самбо 2023 — 
  - Чемпионат России по самбо 2025 —

## Статистика в профессиональном ММА
| Результат | Рекорд | Соперник         | Способ                         | Турнир                                       | Дата                 | Раунд | Время | Место                 | Примечание |
| --------- | ------ | ---------------- | ------------------------------ | -------------------------------------------- | -------------------- | ----- | ----- | --------------------- | ---------- |
| Победа    | 3-0    | Андрей Кулешов   | Сабмишном (рычаг локтя)        | Altay Republic MMA League Battle of Tigers 5 | 27 августа 2016 года | 1     | 0:45  | Россия, Горно-Алтайск |            |
| Победа    | 2-0    | Никита Трандин   | Нокаутом (удар ногой в голову) | Altay Republik MMA League — Battle of Tigers | 11 ноября 2015 года  | 1     | 0:57  | Россия, Горно-Алтайск |            |
| Победа    | 1-0    | Вячеслав Ирматов | Единогласное решение           | Altay Republik MMA League — Sartakpay Cup    | 19 июня 2014 года    | 3     | 5:00  | Россия, Чемал         |            |